# Ljubomir Glavaš
Ljubomir Glavaš (Drinovci kraj Gruda, 21. studenoga 1921. – Rheinfelden kraj Freiburga, 23. lipnja 1994.) bio je pripadnik ustaške vojske u Drugome svjetskom ratu, hrvatski politički emigrant i žrtva progona Udbe. Otac je Branimira Glavaša.

## Djetinjstvo i mladost
Rođen je su selu Drinovci, općina Grude, u BiH, 21. studenog 1921., u obitelji Ante i Jake Glavaš (rođene Pandžić), kao jedno od petero djece.

## Drugi svjetski rat i poraće
Živio je i radio u rodnim Drinovcima, gdje ga je zatekao početak Drugoga svjetskog rata, okupacija Kraljevine Jugoslavije i uspostava NDH. Godine 1942., kao dvadesetjednogodišnjak priključio se dobrovoljno vojsci NDH, te je prebačen u Zagreb, odakle su ga poslali na šestomjesečnu vojnu obuku u Stockerau. Tijekom Drugoga svjetskog rata bio je pripadnik 369. legionarske Vražje divizije, kao hrvatski dobrovoljac u sklopu njemačkog Wehrmachta, u sklopu koje jedinice, 1942. sudjeluje u ratnim operacijama vođenim protiv NOP-a u Istočnoj Bosni. Završetak Drugoga svjetskog rata, u svibnju 1945., zatekao ga je u Zagrebu, gdje je sudjelovao u povlačenju prema Sloveniji i dalje u Austriju, ali skupa s jednim znancem iz jedinice, prilikom povlačenja, odlučili su se zajednički napustiti kolonu, te su se skrivali kod ovog, u Jaski, pola godine nakon završetka Drugoga svjetskog rata, zbog straha od možebitne odmazde, koje su se događale, prijavili su se dobrovoljno novim vlastima, kazavši im pritom kako su ratni put proveli u domobranstvu, što su im ovi povjerovali, te su kažnjeni prisilnim radom u zarobljeničkom logoru u okolici Gorskog kotara, do 1946., nakon čega je Glavaš morao još odslužiti trogodišnji vojni rok u jedinicama Jugoslavenske armije (JA). Nakon odsluženja tri vojske, NDH, Wehrmachta i JA, 1949., vraća se u rodne Drinovce, gdje ne zatječe nikoga kod kuće, jer su mu se braća i sestra još 1941. odselili u Osijek, otac mu je preminuo na početku rata, dok mu je majka, uvjerena da joj je sin poginuo u tijeku ratnih događanja ili nestao na križnom putu, umrla tri dana prije njegova konačnog povratka. Ubrzo se iste se godine oženio Zorkom Pandžić, iz Drinovaca, te su se negdje tijekom 1954. ili 1955., zajedno odlučili konačno preseliti u Osijek, gdje su mu otprije živjeli članovi uže obitelji.
Kako je Drugi svjetski rat ostavljao neizbrisiv trag na sudbinama ljudi, u Ljubomirovoj tazbini, odnosno u obitelji njegove supruge Zorke, jedan član njezine uže obitelji, pogiba u redovima ustaške vojnice, na samom kraju rata, 1945., dok je drugi cijelo vrijeme rata bio pripadnik NOP-a, te je 1945., razočaran društveno-političkom situacijom rodnom kraju, Hercegovini, gdje je bilo proglašeno izvanredno stanje te uvedeni prijeki sudovi, da bi Ozna nesmetano proganjala sve one za koje se sumnjalo da surađuju s križarima (škriparima), ali i zbog konstelacije novonastalih odnosa u državi, istupa od ideala i tekovina komunističke revolucije te se okreće Crkvi, ispovijeda se i redovito odlazio na nedjeljnu misu, da bi mu to bivši suborci zamjerali, te zbog toga, nedugo prije njegove rane smrti, 1947., po nalogu tadašnje hercegovačke Udbe, biva uhićen  i pritvoren njegov otac. U takvoj atmosferi nije bilo mjesta za bivšeg pripadnika poražene vojske NDH. 

## Život u socijalističkoj Jugoslaviji
Zbog sudjelovanja u vojsci NDH i Wehrmachtu, vojnu iskaznicu, slike iz rata i ostale dokumente, pohranio je na sigurno, kod brata, u Osijeku, da bi ovaj, nakon sovjetske intervencije u Čehoslovačkoj i slamanja praškog proljeća, 1968., kada se pojačavala razina sigurnosti u Jugoslaviji, odnosi u tajnosti navedene dokumente njegovoj ženi, znajući što se može dogoditi ako bi ih slučajno milicija ili Služba pronašli, te ih ova odlučuje uništiti, osim jedne slike, koju je potajno skrivala. Glavaš se s druge strane, i u novom kraju, u Osijeku stalno nalazio pod prismotrom Udbe, te je bio prisiljen od 1964. odlaziti na rad u SR Njemačku, gdje je prvih mjesec dana radio u Frieburgu, zatim tri godine u Sachingenu, potom, 1967., prelazi na rad u tvornicu aluminija u Rheinfelden. Negdje od 1977., nalazio se pod opservacijom Službe državne sigurnosti (SDS) centra Osijek. U tom je razdoblju, obitelj u Jugoslaviji, posjećivao samo za božićne i novogodišnje blagdane, da bi 1980., kod kćerke i zeta u Biogradu na Moru, bio uhićen, pod sumnjom povezanosti s hrvatskom političkom emigracijom, točnije pripadnicima Hrvatskog revolucionarnog bratstva (HRB), te ilegalnog ulaska u Jugoslaviju, zatim biva tri dana pritvoren i pod prijetnjom i ucjenom prinuđen na suradnju sa Službom. Otišavši natrag u SR Njemačku, odbijao je surađivati s jugoslavenskom službom, te su mu jednom prilikom ovi poslali razglednicu, pod prijetnjom i zastrašivanjem podsjećajući ga na prethodno dovorenu suradnju, zbog svega toga, Glavaš se više nikad nije vraćao u Jugoslaviju, sve do demokratskih promjena 1990. godine.

## Demokratske promjene i smrt
Uslijed demokratskih promjena, 1990., njegov je sin, Branimir Glavaš, bio istaknuti član i nositelj slavonske struje HDZ-a, sudionik osnivačke skupštine HDZ-a od 17. lipnja 1989. održane na zagrebačkom Jarunu, te jedan od glavnih zapovjednika obrane Osijeka 1991.
Ljubomir Glavaš umro je u emigraciji, 23. lipnja 1994., u mjestu Rheinfelden, pokraj Freiburga, u saveznoj državi Baden – Wurttenberg, u SR Njemačkoj. Pokopan je na gradskom groblju u Osijeku.